# Стелмужский дуб
Сте́лмужский дуб (лит. Stelmužės ąžuolas) — один из старейших дубов Европы, самый старый дуб в Балтике. В энциклопедических источниках приводятся разные оценки его возраста: почти 2000 лет, около 1000 лет, около 1500 лет. Точное определение возраста чрезвычайно затруднено тем, что сердцевина ствола выгнила и была удалена.
Дуб находится в Зарасайском районе Литвы, на территории деревни Стелмуже, рядом с границей Латвии.

## Описание
Высота дуба составляет 23 метра, диаметр в самой широкой части 3,5 м (обхват достигает 13,5 м).
Дерево пережило несколько исторических эпох в истории региона, возможно, видело крестоносцев и меченосцев. По легенде, во времена язычества литовцы поклонялись под ним Перкунасу.
При первой реставрации в 1916 году обтесали дупло, вычистили гнилую древесину из нутра, установили забор.
В 1960 году Стелмужский дуб был объявлен памятником природы и включён в число охраняемых объектов Литвы.
В настоящее время состояние дерева плохое, дуб покрыт грибами, мхами, лишайниками. С 2005 года его изучает чешский ученый-арборист Мартин Немец. Он предложил план по уходу за деревом, в котором предусматривается установить забор, не допускающий туристов в зону корней, убрать каменную кладку подпорной стенки, мульчировать почву дубовыми щепками, выкопать водосборники и каналы для впитывания воды, обрубить верхушки веток кроны (стимулирование эпикорминного роста) и ветви, которые могут сломаться, вырубить окрестные деревья, заслоняющие свет. Также существуют планы клонировать дуб в Лесном институте (в Гирёнисе, Каунасский район).

## Упоминания в литературе
Юозас Балтушис «О чём в песне не поётся»:

Весь Зарасайский край красив. Увидел раз в жизни, и уже не забудешь, какие бы красоты нашей планеты не увидел. А сильнее всего он притягивает сердце знаменитым великаном, седоглавым Стельмужским Дубом, давно пережившим ровесников во всей Европе, переступившим вторую тысячу лет. Подходишь к нему, словно к великому святилищу, тихому и торжественному, где каждое произнесенное слово кажется святотатством, а обыденная серая мысль — свидетельством пустяковости человека. Призадумавшись, отрешившись от рутины глядят на него люди. Хоть давят годы, клонит к земле старость, но не думает о смерти патриарх наших лесов.
Оригинальный текст (лит.)Visas Zarasų kraštas gražus. Pamatei sykį gyvenime, ir jau nebepamirši, kokias žemės planetos grožybes bepamatytum. O užvis labiau traukia kiekvieno širdį garsiuoju milžinu, žilagalviu Stelmužės Ąžuolu, seniai pragyvenusiu vienmečius visoje Europoje, peržengusiu antrąjį tūkstantį metų. Ateini prie jo tartum į didžią šventovę, tylią ir iškilmingą, kur kiekvienas ištartas žodis atrodo tikra šventvagystė, o kasdieniška pilka mintis – žmogaus menkybės paliudijimas. Susikaupę, susimąstę žmonės žvelgia į jį. Nors metai slegia, senatvė žemyn lenkia, bet negalvoja apie mirtį mūsų girių protėvis.

Известный в прошлом литовский детский писатель Костас Кубилинскас написал стихотворение «Стелмужский дуб» (лит. Stelmužės ąžuolas).